# Svenstorp, Svartrå socken
(Lilla) Svenstorp [(ˈlɛlːa) ˈswɛnːstɛrp] eller Heden [ˈhajːa] är en by i Svartrå socken,  Falkenbergs kommun som är belägen omedelbart väster om Högvadsån vars flöde ägorna korsar, och gränsar alltså till Okome i öster och i söder mot grannbyn med samma namn i Köinge socken. Idag (2010) består byn av en enda genom jordbruksrationaliseringar kraftigt utökad lantbruksfastighet, fyra villor och ett fritidshus, totalt fem hushåll, belägna på platån vid Högvadsåns dalgång och genombruten av väg N 782. Inom byns ägor ligger även den nordligaste delen av Björkasjö, vilken ingår i Ätran-Himleåns kustområde.

## Historia
Byn Svenstorp (även Heden) var ursprungligen på ½ mantal kronohemman och finns först omnämnd 1592.och kallas i gamla jordeböcker Olof Torsgård. Byn har i alla tider bestått av en enda gård. Vid tiden för laga skifte i Svartrå by i mitten av 1800-talet hade hemmanet blivit förmedlat (nedklassat) till ¼ mantal . 
År 1865 anlades på torpet Ljungholmen ortens första lanthandel. Den kom att drivas i tre generationer inom samma familj. Från år 1952 drevs den på arrende och stängdes efter 103 år den 17 oktober 1968.
Mellan åren 1894 och 1959 gick Falkenbergs Järnväg (FJ – även kallad Pyttebanan) genom byns ägor och stationen Svartråhed låg där, vilken var bemannad intill år 1925. Så sent som 1957, två år före järnvägens nedläggning, kom korsningen vid Ljungholmen att förses med en ny ljud- och ljussignalanläggning (den hade tidigare varit obevakad).
På byns ägor anlades även en bygdegård (idag privatbostad) som dock lades ner redan år 1957.

## Bebyggelsenamn
Både gården och de gamla torpen har haft bebyggelsenamn.
- Heden. Huvudgården. Namnet känt sedan 1600-talet[7].
- Hvarmanstorpet' / Hvarmanshuvud (cirka 1818 – cirka 1900). Ett torp.
- Ljungholmen (cirka 1850 – ). Ett torp och ett skolhus[8] (ortens första), här drevs även lanthandel (ortens första). Idag privatbostad.
- Nyhem (tidigt 1900-tal – ). En villa.